# Highnoon
Highnoon, a volte scritto High Noon sulle fonti secondarie, è un videogioco del tipo shoot 'em up per Commodore 64, creato dalla Ocean Software nel 1984.
Il titolo si riferisce al film Mezzogiorno di fuoco, il cui titolo originale è appunto High Noon, ma non si tratta di un'esplicita trasposizione del film, con il quale non ha collegamenti oltre al tema musicale e alla tipica ambientazione western.
Una versione per ZX Spectrum venne pubblicizzata ma mai pubblicata. Un gioco molto simile e molto meno noto, Dead or Alive, uscì nel 1987 per C64, Spectrum e Amstrad CPC.

## Modalità di gioco
Il gioco è composto da cinque livelli a schermata fissa con visuale laterale sulla strada principale di un tipico villaggio del Far West americano. Il giocatore impersona uno sceriffo, con il compito di difendere il villaggio dall'assalto di fuorilegge. I fuorilegge entrano ad ondate in città cercando di rapire le ragazze del saloon o di derubare la banca, lo sceriffo deve cercare di colpirli usando la sua pistola. Lo sceriffo può sparare orizzontalmente, verticalmente e diagonalmente e ha colpi illimitati. I fuorilegge hanno la stessa arma.
Nei livelli ambientati in città, un becchino uscirà dal suo negozio di pompe funebri Rig & Mortis e rimuoverà i cadaveri dei fuorilegge uccisi. Se lo sceriffo viene colpito, il becchino darà la priorità a lui e lo porterà via per primo anche se ci sono altri cadaveri.
Alla fine di ogni livello, il giocatore dovrà affrontare il capo dei banditi in un duello: lo sceriffo, immobile, deve riuscire a premere velocemente il grilletto non appena il bandito estrae l'arma.

### Livelli
Il gioco è composto da cinque livelli. Ogni livello successivo aggiunge un elemento nuovo di difficoltà:
- Il livello 2 introduce fuorilegge a cavallo che attraversano al galoppo la strada tentando di colpire lo sceriffo
- Il livello 3 introduce fuorilegge che depositano candelotti di dinamite
- Il livello 4 introduce fuorilegge che sparano dalle finestre comparendo all'improvviso
- Il livello 5 ha una differente ambientazione. Il livello è ambientato in un campo nel cui centro è situata una caverna dal cui interno escono i fuorilegge.

Se lo sceriffo sopravvive al livello 5 il gioco riparte dal livello 1.

## Musica
La musica di sottofondo è The Ballad of High Noon di Dimitri Tiomkin, colonna sonora del film Mezzogiorno di fuoco.